# Mil Mi-12
El Mil Mi-12 (en ruso: Ми-12, designación OTAN: Homer), originalmente llamado V-12 (en ruso: В-12), es el helicóptero de mayor tamaño que ha volado hasta la fecha. 
El Mi-12 se caracteriza por los dos únicos rotores transversales  de régimen que eliminan la necesidad de un rotor de cola. Para ahorrar esfuerzos y costos de desarrollo, el equipo de diseño Mil adoptó el rotor principal, la transmisión y la planta motriz del Mi-6 .

## Diseño y desarrollo

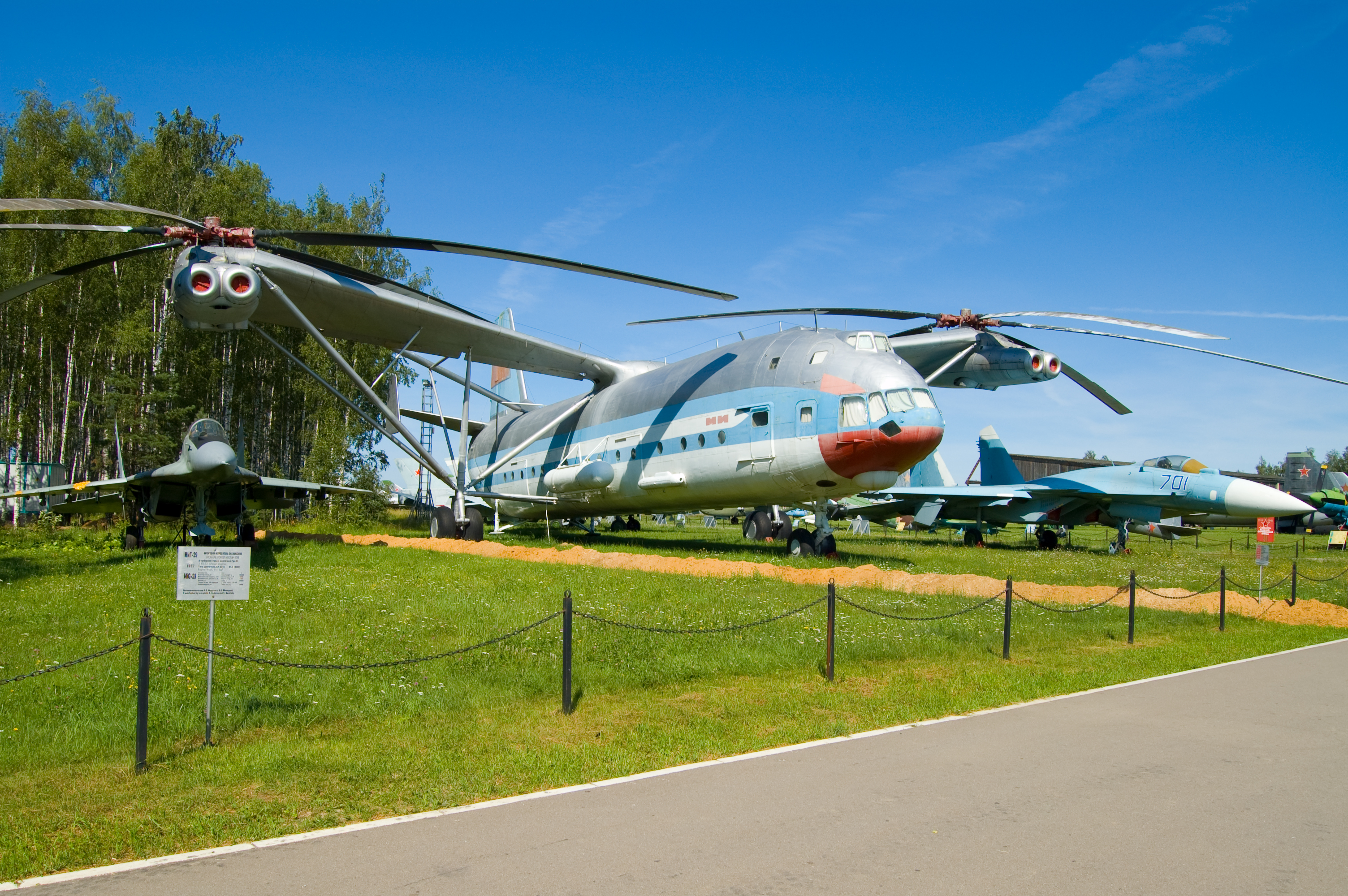
Mi-12 en el Museo de la Fuerza Aérea Mónino Central (Moscú). A su derecha está un Su-33 y a la izquierda un MiG-29.

Aunque solo se construyeron dos ejemplares del Mil Mi-12 y ambos eran prototipos V-12, esta máquina gigante es digna de mención como el helicóptero de mayor tamaño que ha volado hasta la fecha. 
Para economizar el esfuerzo y costo del desarrollo, el equipo de diseño Mil adoptó el rotor principal, la transmisión y la planta motriz del Mi-6, utilizándolas por duplicado e instalando cada una de las unidades en el extremo de sendas alas embrionarias fuertemente arriostradas. El empleo de rotores contrarrotativos eliminó la necesidad del rotor compensador de cola, consistiendo esta en superficies convencionales con derivas de borde marginal en las horizontales.
Los cuatro turboejes Soloviev D-25VF tenían una potencia combinada de 26 000 cv, que permitieron al V-12, volado inauguralmente el 10 de julio de 1968, establecer una serie de récords en febrero de 1969 que, sometidos a homologación, fueron las primeras noticias en Occidente de la existencia de este gigantesco helicóptero al que la OTAN asignó el apodo de "Homer" . 
A mediados de ese año, el 6 de agosto de 1969, el V-2 elevó una carga útil de 40.204,5 kg a una altura de 2.255 m, estableciendo un récord que permanece imbatido.

## Historia operacional
El primer prototipo resultó destruido en un accidente sin heridos ocurrido durante un aterrizaje en 1969, pero el segundo sirvió para vuelos de exhibición. Otro Mi-12 con el número de registro CCCP-21142/H-833 fue construido en  Europa y se mostró  en la exposición aérea de París en el Salón Aeronáutico de Le Bourget en 1971. 
A pesar de ello, el helicóptero al no cumplir con sus especificaciones de diseño el programa fue cancelado con sólo dos ejemplares construidos. Algunas fuentes mencionan un tercer MI-12, que se estrelló durante la prueba, pero esto nunca ha sido confirmado por fuentes oficiales.  Tuvo un accidente confirmado en un aterrizaje duro durante el primer vuelo, el aparato fue reparado y posteriormente siguió volando. 
Uno de los restantes Mi-12 está en exposición en el Museo de la Fuerza Aérea de Mónino en Rusia (50 km al este de Moscú). El otro  está en la Planta Mil de helicópteros Michail Leontjewitsch, en Lyubertsy-Panki cerca de Moscú, desde agosto de 2006.

## Especificaciones (Mi-12)

### Características generales
- Tripulación: 6
- Carga: 40 000 kg (88 160 lb) máxima
- Longitud: 37 m (121,4 ft)
- Diámetro rotor principal: 35 m (114,8 ft) x2 rotores.
- Altura: 12,5 m (41 ft)
- Área circular: 5924 m² (63 767,1 ft²)
- Peso vacío: 69 100 kg (152 296,4 lb)
- Peso cargado: 97 000 kg (213 788 lb)
- Peso máximo al despegue: 105 000 kg (231 420 lb)
- Planta motriz: 4× turboeje Soloviev D-25 VF (2x 2 rotores).
  - Potencia: 4048 kW (5581 HP; 5505 CV) cada uno.

### Rendimiento
- Velocidad máxima operativa (Vno): 260 km/h (162 MPH; 140 kt)
- Alcance: 1000 km (540 nmi; 621 mi)
- Techo de vuelo: 3500 m (11 483 ft)
- Carga del rotor: 50 kg/m²
- Potencia/peso: 0,20 kW/kg